# الغواصة الألمانية يو-19 (1936)
غواصة يو-19 غواصة يو بوت ألمانية من الفئة الثانية بي بنيت ل سلاح بحرية ألمانيا النازية كريغسمارينه، في أحواض بناء السفن الألمانية التابع لفريدريش كروب في كيل خلال الحرب العالمية الثانية. 
تم إطلاقها في 21 ديسمبر 1935، وتم تشغيلها في 16 يناير 1936، تحت قيادة Kapitänleutnant Viktor Schütze.